# Teijsmanniodendron bogoriense
Teijsmanniodendron bogoriense là một loài thực vật có hoa trong họ Hoa môi. Loài này được Koord. miêu tả khoa học đầu tiên năm 1904.